# 尹俊 (上將)
尹俊（1909年9月3日—1987年2月23日），湖南省邵陽縣人，中華民國陸軍二級上將。
中華民國陸軍軍官學校第七期畢業，後參與第一次國共內戰的五次圍剿戰爭。中國抗日戰爭期間，積功升營長，後歷任第十八軍中校作戰科長兼沅水清剿指揮官、第十八師團長、副師長兼快速縱隊總司令、第十八師師長兼第十四師師長、第十八軍副軍長、軍長。政府遷臺後調任第二軍團副軍團長、憲兵總司令、陸軍澎湖防衛司令部司令，1963年冬晉任陸軍二級上將。嗣調任陸軍金門防衛司令部司令官，後升任陸軍副總司令。1970年夏出任臺灣警備總司令部總司令兼軍管區司令部司令，與前後任總司令、司令不同的是，任內承平無事。1975年4月，調任總統府戰略顧問。